# العلاقات المصرية الإيطالية
العلاقات المصرية الإيطالية، هي العلاقات الخارجية الثنائية بين كل من جمهورية مصر العربية والجمهورية الإيطالية. بدأت العلاقات بين الدولتين منذ نهاية الدولة البطلمية والجمهورية الرومانية، وبعد ذلك أصبحت مصر ولاية رومانية. وخلال الحرب العالمية الثانية، توترت العلاقات بين البلدين بسبب محاولة إيطاليا التي فشلت لغزو مصر عن طريق ليبيا عام 1940. ولكن العلاقات من بعد الحرب أصبحت جيدة نوعاً ما بالتدريج، وأصبح كل من مصر وإيطاليا أعضاء في الإتحاد من أجل المتوسط.
بدأ تبادل السفراء بين الدولتين عام 1914، وتوقفت هذه العلاقات خلال الفترة من عام 1940 حتى عام 1945 خلال الحرب العالمية الثانية. أصبح لمصر سفارتين في روما وميلانو، في حين أن إيطاليا لديها سفارتين في القاهرة والإسكندرية.